# Hildebrando Bisaglia
Hildebrando Bisaglia foi um político brasileiro, tendo exercido o mandato de deputado federal pelo estado de Minas Gerais entre os anos de 1951 e 1955.

## Biografia
Hildebrando Bisaglia nasceu no município brasileiro de Juiz de Fora no dia 11 de novembro de 1913, filho de Rômulo Bisaglia e de Eulália Dias de Oliveira Bisaglia. Casado com Amália Brant Bisaglia, ambos vieram a falecer no dia 13 de abril de 1987, vítimas de acidente automobilístico em Guarapari.